# Natasza Meszkowska
Nataša Meškovska, mac. Наташа Мешковска (ur. 9 lutego 1972 w Skopju) – macedońska pływaczka, olimpijka. Wystąpiła w igrzyskach olimpijskich w 1992 roku, w Barcelonie w reprezentacji Niezależnych Uczestników Olimpijskich (pod flagą MKOl), oraz w igrzyskach w 1996 w Atlancie w reprezentacji Macedonii. Nie zdobyła żadnych medali.

## Letnie Igrzyska Olimpijskie 1992 w Barcelonie
| Konkurencja             | Eliminacje | Eliminacje | Ćwierćfinały           | Ćwierćfinały           | Półfinały              | Półfinały              | Finał                  | Finał                  |
| Konkurencja             | Czas       | Miejsce    | Czas                   | Miejsce                | Czas                   | Miejsce                | Czas                   | Miejsce                |
| ----------------------- | ---------- | ---------- | ---------------------- | ---------------------- | ---------------------- | ---------------------- | ---------------------- | ---------------------- |
| 100 m stylem motylkowym | 1:04,16    | 35.        | → Nie awansowała dalej | → Nie awansowała dalej | → Nie awansowała dalej | → Nie awansowała dalej | → Nie awansowała dalej | → Nie awansowała dalej |
| 200 m stylem motylkowym | 2:16,54    | 18.        | → Nie awansowała dalej | → Nie awansowała dalej | → Nie awansowała dalej | → Nie awansowała dalej | → Nie awansowała dalej | → Nie awansowała dalej |

## Letnie Igrzyska Olimpijskie 1996 w Atlancie
| Konkurencja             | Eliminacje | Eliminacje | Ćwierćfinały           | Ćwierćfinały           | Półfinały              | Półfinały              | Finał                  | Finał                  |
| Konkurencja             | Czas       | Miejsce    | Czas                   | Miejsce                | Czas                   | Miejsce                | Czas                   | Miejsce                |
| ----------------------- | ---------- | ---------- | ---------------------- | ---------------------- | ---------------------- | ---------------------- | ---------------------- | ---------------------- |
| 100 m stylem motylkowym | 1:04,25    | 37.        | → Nie awansowała dalej | → Nie awansowała dalej | → Nie awansowała dalej | → Nie awansowała dalej | → Nie awansowała dalej | → Nie awansowała dalej |
| 200 m stylem motylkowym | 2:17,90    | 23.        | → Nie awansowała dalej | → Nie awansowała dalej | → Nie awansowała dalej | → Nie awansowała dalej | → Nie awansowała dalej | → Nie awansowała dalej |